# 貝蒂·弗蘭科
貝蒂·弗蘭科（Bette Franke；1989年12月3日—），荷蘭超級名模。她是高級時裝品牌：Hermes、Miu Miu、Yves Saint Laurent的代言人。貝蒂上過American Vogue及W等雜誌封面或內頁，也有參與Christian Dior、Chanel、Versace等著名時裝及奢侈品的時裝展。貝蒂目前排名Models.com的Top 50 Women的第二十四名。